# Olekszandr Valerijovics Nyikiforov
Olekszandr Valerijovics Nyikiforov (ukránul: Олександр Валерійович Нікіфоров; Odessza, 1967. október 18. –) ukrán labdarúgó, középpályás. Első magyar NB I-es mérkőzése 1991. augusztus 25. BVSC Budapest - Tatabánya volt, ahol csapata 1–1-es döntetlent játszott. Testvére a korábbi orosz válogatott Jurij Nyikiforov.

## Pályafutása

### Klubcsapatokban
Nyikiforov a szovjet másodosztályú Dinamo Sztavropol csapatában kezdett el futballozni. 1988 és 1991 között a szovjet élvonalbeli Csornomorec Odesza középpályása volt; a szovjet élvonalban ötvennyolc mérkőzésen hat gólt szerzett, 1990-ben pedig szövetségi kupagyőztes lett a csapattal. 1991 és 1992 között harminckilenc magyar élvonalbeli mérkőzésen szerepelt a BVSC Budapest csapatában, tagja volt az 1992-es közép-európai kupa döntőjében szerepelt csapatnak. 1992-ben az ukrán élvonalban szereplő Csornomorec Odesza játékosa lett ismét, majd az orosz élvonalbeli KAMAZ Naberezhnye Chelny csapatában futballozott. Az 1995–1996-os idényben az MTK Budapest játékosa volt; tizenöt bajnoki mérkőzésen egy gólt szerzett. 1996-ban ismét a KAMAZ Naberezsnije Cselni labdarúgója volt, majd az orosz másodosztályú Gazprom Izsevszk csapatát erősítette. 1999-ben az SZK Odesza csapatától vonult vissza.

## Sikerei, díjai
- Csornomorec Odesza:
- Szovjet szövetségi kupa győztes: 1990
- BVSC Budapest:
- Közép-európai kupa döntős: 1992